# Wydział Mechaniczny Uniwersytetu Technicznego w Koszycach
Wydział Mechaniczny Politechniki Koszyckiej – został założony w 1952 roku jako jeden z trzech pierwszych wydziałów Politechniki Koszyckiej. Dziekanem Wydziału jest prof. inż. Jozef Živčák.

## Katedry Wydziału[2]
- Katedra zastosowań matematyki i informatyki
- Katedra mechaniki stosowanej i mechatroniki
- Katedra inżynierii biomedycznej i pomiarów
- Katedra automatyzacji, kontroli i komunikacji
- Katedra technologii i materiałów
- Katedra inżynierii przemysłowej i zarządzania
- Katedra inżynierii produkcji i robotyki
- Katedra budownictwa, transportu i logistyki
- Katedra bezpieczeństwa i jakości produkcji
- Katedra ochrony środowiska
- Katedra technologii energetycznych